# Valse triste
El Valse triste, op. 44 núm. 1, és una de les obres més populars de Jean Sibelius, pràcticament des del moment de la publicació, amb multitud d'enregistraments i arranjaments de tota classe. Es tracta de l'arranjament per a orquestra de cambra d'un número musical de l'obra Kuolema d'Arvid Järnefelt.

## La composició
El 1904 Sibelius va escriure la música incidental per a Kuolema (La mort), un drama simbolista del seu cunyat Arvid Järnefelt. Tant el drama com la música van tenir un gran èxit, i el músic va decidir arreglar l'any següent un dels seus números per a orquestra de cambra, que vendrà l'editor per 300 marcs, una xifra ridícula. El compositor no va donar molta importància a la peça en principi, mai es va imaginar l'èxit que tindria.
El 1904 va revisar la peça, que es va estrenar a Hèlsinki el 25 d'abril d'aquest any com Valse triste. Va ser un èxit instantani amb el públic, va prendre vida pròpia, i segueix sent una de les peces més conegudes de Sibelius. El 1906, Sibelius va combinar el segon i el tercer número de la música incidental dins d'una sola obra, que va anomenar Escena amb grues. Aquesta obra fou publicada pòstumament el 1973 com a Op. 44 n. 2 i el Valse triste va ser renumerat retrospectivament com a Op. 44 núm. 1. La versió original, tal com va aparèixer el 1903 com a Tempo di valse lente - Poco risoluto no ens ha arribat.
| Dades de l'Obra        | Dades de l'Obra                                                           |
| ---------------------- | ------------------------------------------------------------------------- |
| Nom de l'obra          | Vals Trist Op.44 nº1                                                      |
| Compositor             | Jean Sibelius                                                             |
| Any de Composició      | 1903                                                                      |
| Estil                  | Postromàntic                                                              |
| Tonalitat              | Mi m                                                                      |
| Compàs                 | 3/4                                                                       |
| Forma                  | Lied Ternari                                                              |
| Plantilla Instrumental | Orquestra de Cambra (Flauta, Clarinet en La, Trompa en Fa, Timbals en Re) |

A continuació tenim el llistat de les sis peces que va compondre per a l'obra de teatre:
1. Tempo di valse lente - Poco risoluto (Acte I)
2. Moderato (Cançó de Paavali: 'Pakkanen puhurin poika', per a bariton, Acte II)
3. Moderato assai - Moderato (Cançó d'Elsa: 'Eilaa, eilaa', per a soprano) - Poco adagio (Acte II)
4. Andante (The Cranes, Acte II)
5. Moderato (Acte III)
6. Andante ma non tanto (Acte III)

## ElValse tristedins deKoulema
És de nit. El fill, que ha estat observant al costat del llit de la seva mare malalta, s'ha adormit de pur cansament. A poc a poc una llum vermellosa es difon a través de la sala: Hi ha un so d'una música llunyana, la llum i la música s'aproximen per formar els acords d'una melodia de vals que sura vagament cap als nostres oïdes.
La mare, que dormia, es desperta, s'aixeca del seu llit i, vestida amb un llarg vestit blanc, que té l'aparença d'un vestit de ball, comença a moure en silenci i lentament cap endavant i cap enrere.
Mou les mans i fa senyals mentre sona la música, com si estigués convocant a una multitud de convidats invisibles. Parelles estranyes, ombres, apareixen ara girant i lliscant a un ritme de vals sobrenatural. La dona moribunda balla amb ells i s'esforça perquè es vegin els ulls, però els convidats eviten la seva mirada. Són ombres sense ulls.
Després sembla enfonsar esgotada en el seu llit i la música s'interromp. Amb les poques força que li queden crida a la dansa una vegada més. Amb gestos més enèrgics que abans tornen les ombres, girant amb un ritme salvatge, boig, i una mena d'estranya alegria arriba a un clímax.
Un cop sona a la porta. Truquen. La mare profereix un crit desesperat. Els ballarins espectrals desapareixen. La música s'esvaeix. La mort està en el llindar.